# Nacionalni park Los Katíos
Nacionalni park Los Katíos (španjolski: Parque Nacional de Los Katíos) je nacionalni park u sjeverozapadnom dijelu Kolumbije, u općinama Riosucio (pokrajina Chocó) 63%, Turbo (pokrajina Antioquia) 35% i Unguía (Chocó) 3%. Park, sjeveroistočno od rijeke Peye i zapadnom obalom rijeke Atrato, graniči s Panamom. Nacionalni park Los Katíos je osnovan 1974. godine i ima površinu od 720 km². Dio je močvarnog područja Darién (prosječne visine od 2 do 600 m), te se nastavlja u nacionalni park Darién u Panami. 
Park je 1994. godine upisan na UNESCO-ov popis mjesta svjetske baštine u Americi zbog velike bioraznolikosti živog svijeta koji uključuje nekoliko endemskih biljaka. S planine Serrania del Darien (2.280 m), na granici s Panamom, spušta se nekoliko slikovitih kaskada i slapova. U njegovoj tropskoj kišnoj šumi, koja čini tek 1% Kolumbije, živi 25% do 50% vrsta ptica u državi (oko 450 vrsta uljučujući ugrožene Rufuskog (Goethalsia bella) i ljubičastokapog kolibrija (Goldmania violiceps)). Pored toga u parku obitava oko 550 vrsta kralježnjaka (isključujući ribe) poput ugroženih vrsta lamantina (Trichechus inunguis, podvrste sirena) i američkog krokodila (Crocodylus acutus), šumskog psa (Speothos Venaticus), divovskog mravojeda (Myrmecophaga tridactyla) i srednjoameričkog tapira (Tapirus bairdii). 
Park je na popis ugroženih mjesta svjetske baštine upisan je 2009. godine zbog nekontrolirane sječe šume, ribolova i krivolova, ali i zato što planirani Panamerički autoput trebao prolaziti uz, ili kroz sam park. No, zbog uspješne zaštite park je skinut s popisa ugrožene baštine 2015. god.

## Povijest
Područje Darién, koje uključuje i Los Katíos, je prije 20,000 godina bilo mjesto povijesnog prijelaza kolonizatora iz Sjeverne Amerike, što je potvrđeno mnogim arheološkim nalazima. Ovo područje je naseljavao narod Kuna, autohtoni stanovnici koji su prebjegli u Panamu zbog sukoba s narodima Katío-Embera skupine, po kojima je park id obio ime, a koji su danas rasprostranjeni širom kolumbijske pokrajine Chocó. Španjolski konkvistadori, Rodrigo de Bastidas, Alonso de Ojeda i Vasco Nuñez de Balboa, su došli u ovo područje 1501. godine. Legendu o blagu Dabeiba cacique u području Darién je Balboa prepričao španjolskom kralju, Filipu I., što je dovelo do daljne kolonizacije Južne Amerike. Tu su Francisco Pizarro i Martín Fernandez de Enciso, 1511. godine osnovali Santa Maria de Darién, prvi španjolski grad na američkom kopnu. 

## Vanjske poveznice
- World Conservation Monitoring Centre  Arhivirana inačica izvorne stranice od 10. srpnja 1997. (Wayback Machine) (engl.) Posjećeno 28. ožujka 2011.
- OAS.org